# Пост-рок
Пост-рок (англ. post-rock) — музичний напрямок, що характеризується використанням музичних інструментів, типових для рок-музики, однак, разом з тим, відрізняється ритмом, гармонією, мелодикою та іншими складовими, що властиві іншим музичним напрямкам.
Термін був введений британським критиком Саймоном Рейнольдсом в огляді альбому Hex гурту Bark Psychosis, що був опублікований у журналі The Wire у травні 1994. Сам критик так охарактеризував цей напрямок: «використання рок-інструментів для неро́кових цілей, використання гітар, для тембру і фактури більше ніж для рифів і поверкордів».
Як і більшість подібних термінів, пост-рок описує творчість надзвичайно різних за характером звучання
колективів, як наприклад Don Caballero та Mogwai, що мають дуже мало спільного окрім того, що обидві є інструментальними. У висліді цей термін викликав чимало критики.

## Історичний нарис

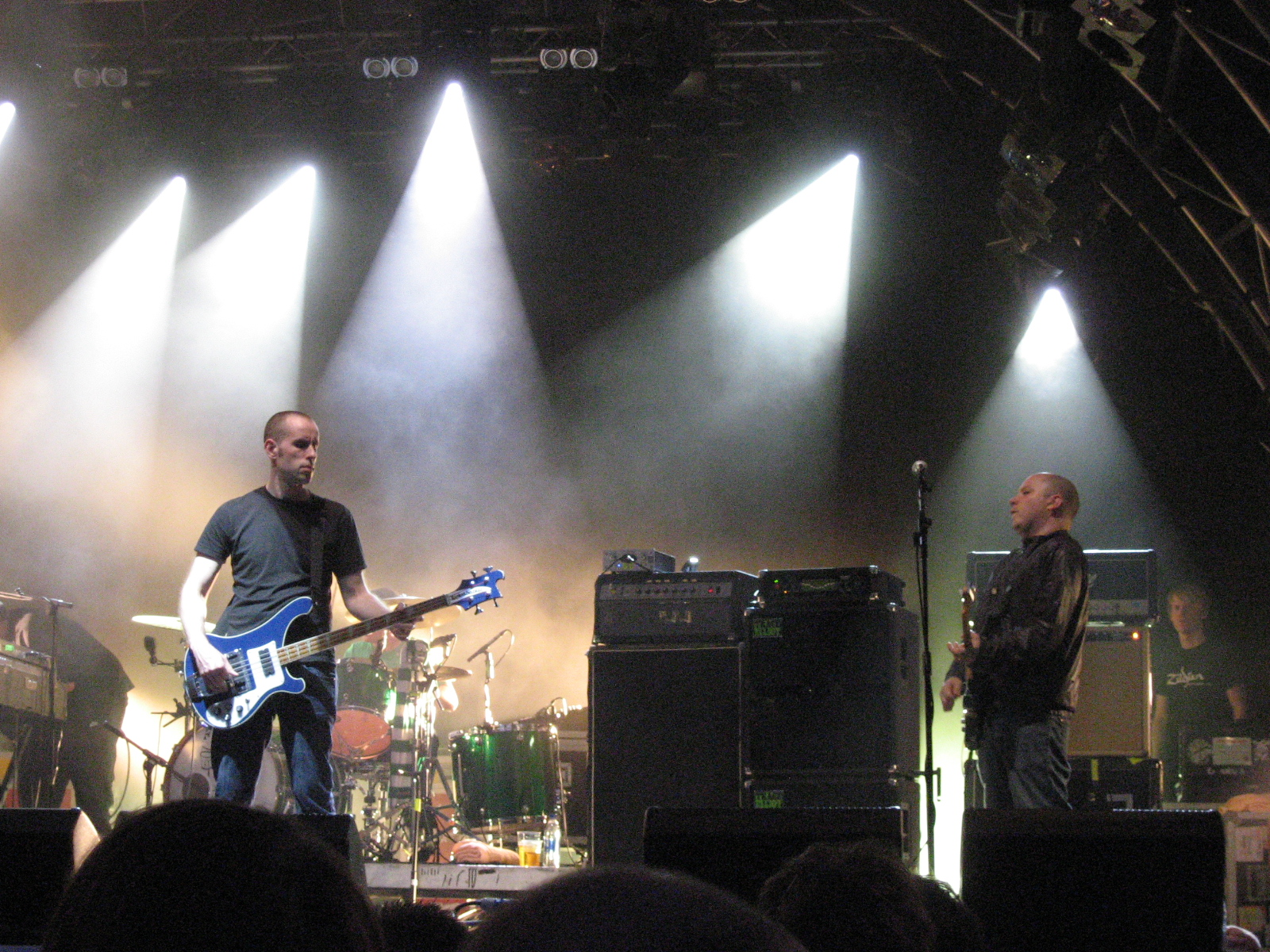
Гурт Mogwai, концерт 2007 року

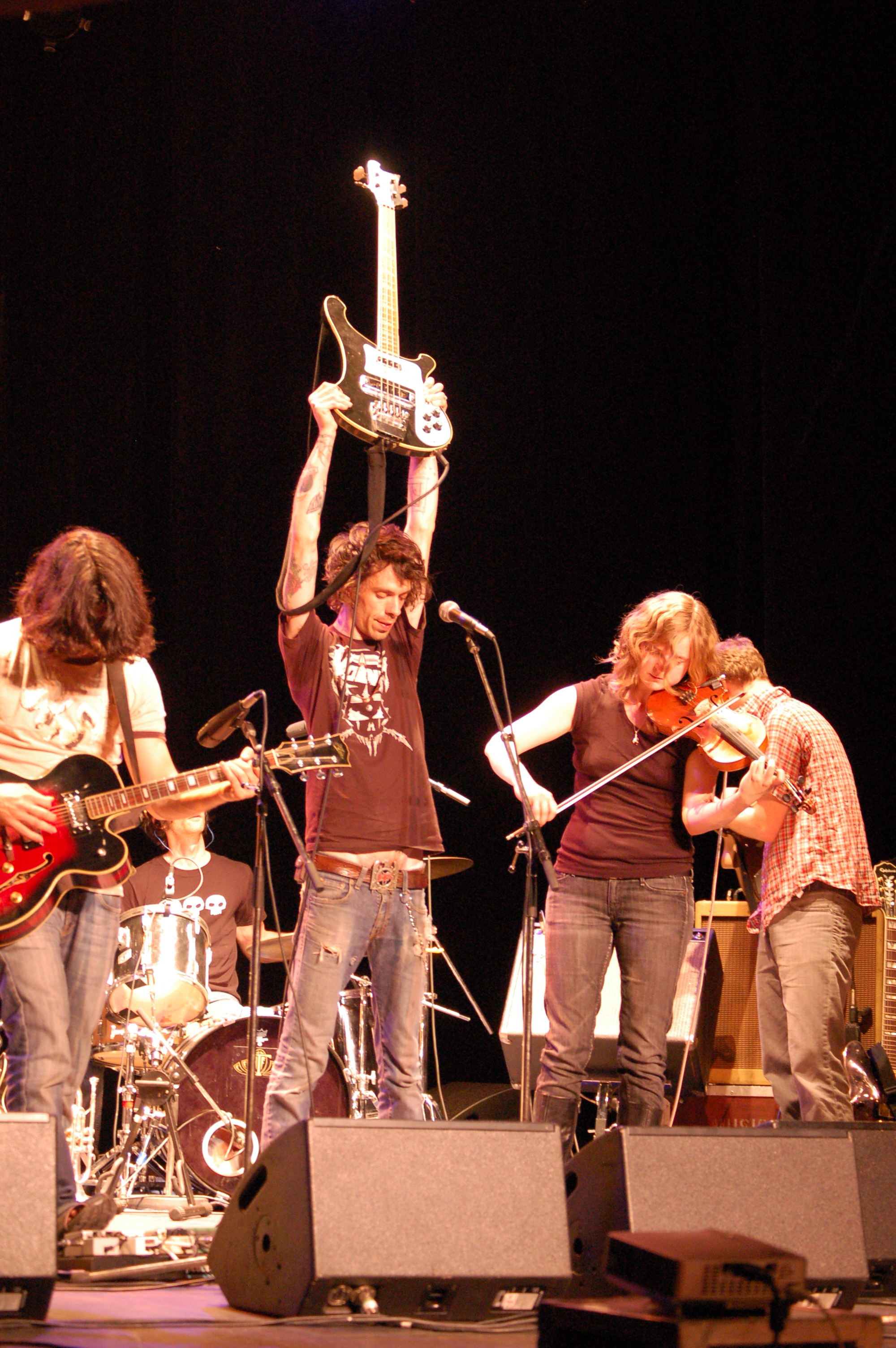
Гурт Do Make Say Think, концерт 2007 року

Пост-рок бере свій початок від творчості гуртів кінця 1960-х, таких як The Velvet Underground, що експериментували в авангардному напрямку, Public Image Ltd у їх альбомі Metal Box (1979) та інших. Серед гуртів початку 1990-х років, впливовими для пост-року вважаються Talk Talk, Slint і Bark Psychosis.
У кінці 1990-х центром пост-року стають Чикаго та Монреаль. В Канаді до пост-року відносять гурт Godspeed You! Black Emperor, а в Шотландії — Mogwai.
На початку 2000-х термін виходить із ужитку, через свою суперечливість та багатоманіття явищ, що він включає. Зокрема цей термін відкидають і гурти, яким він приписувався, такі як Mogwai чи Tortoise.

## Музичні риси

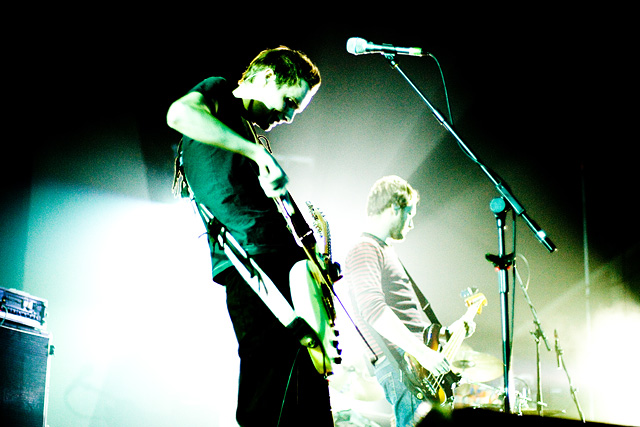
Гурт Sigur Rós концерт 2005 року, Рейк'явік.

Пост-рокове звучання може включати в себе риси ембіенту, джазу, електронної чи експериментальної музики. Традиційна фактура квінтакордів заміщається будь-якою іншою. Фактично, звернення до реґі, хіп-хопу чи рейву, робить пост-рок м'якшим і позбавленим гостроти протестних настроїв. 
Переважно, пост-рокові композиції — це досить тривалі інструментальні композиції, що нерідко використовують багаторазово повторювані мотиви, тембральне розгортання, а також широкий динамічний діапазон, що дозволяє провести паралелі з творчістю Стіва Райха та Філіпа Гласса, які вважаються піонерами мінімалізму.
Вокал, якщо присутній, має досить незвичну функцію — він має інструментальне звучання і використовується радше як тембральна барва, ніж для експонування поетичного тексту.  Він досить м'який, одноманітний і може використовувати складні інтервальні ходи. Наприклад гурт Sigur Rós, що створив штучну хопладську мову (Hopelandic), описує свою манеру, як «форму нерозбірливого вокалу, що вписується у музичну тканину як ще один інструмент».
Також, замість типових для року куплетних форм, пост-рок гурти частіше використовують відкриті звукові простори (англ. soundscape). Як зазначає Саймон Рейнольд, «Еволюція гуртів через рок до пост-року часто призводить до зрушення від розповідних текстів через потік свідомості до тембру, розуміння голосу як інструменту». 
Деякі гурти, як Rachel і Clogs, комбінують пост-рок з академічною музикою, тоді як інші, такі як Godspeed You! Black Emperor за прозорістю фактури і повторюваністю музичної тканини наближаються до мінімалізму. В той же час творчість гуртів Isis та Pelican характеризується змішуванням пост-року з важким металом. Їх звучання іноді характеризують терміном пост-метал. 

## Пост-рок в Україні
Першим гуртом в Україні, що його музику можна охарактеризувати як пост-рок, був дніпропетровський дует Peel Off The Bass. Єдиний — самоназваний — альбом Peel Off The Bass вийшов 2002 року на київському лейблі Quasi Pop і містив дев'ять інструментальних п'єс, а також один відео-кліп у мінімалістичній стилістиці.
Далі пост-рок-гурти з'явилися у Донецьку: 2007 року розпочав свою діяльність інструментальний проект Ігора Сидоренка Krobak, який у 2008 році випустив перший альбом The Diary of the Missed One під лейблом Cardiowave. У 2007 році також зароджуються пост-рок гурти у Києві (Embilight та Coala Pascal ) та Львові (Dracula drops D ). Пізніше пост-рок сцена України поповнюється такими колективами як Postsense (Київ, Біла Церква, 2008 рік), Nice Wings, Icarus! (Київ, 2008 рік), The Best Pessimist (Одеса, 2009 рік)  вечность.слушать.ветер (Київ, 2009 рік)  та Way Station (Київ, 2010 рік).

## Знакові платівки
- Talk Talk, Spirit of Eden (1988)
- Slint, Spiderland (1991)
- Bark Psychosis, Hex (1994)
- Tortoise, Millions Now Living Will Never Die (1996)
- Stereolab, Emperor Tomato Ketchup (1996)
- Peel Off The Bass, Peel Off The Bass (2002)